# Top Music
Top Music est une station de radio FM locale en Alsace créée en 1982 à Strasbourg sous le nom de Canal 15. Elle est membre des Indés Radios.

## Historique
Top Music est fondée en 1982 sous le nom « Canal 15 » par Jean-Michel Kroeller, Aldo del Fabbro et Christian Muller,. Dès son lancement, elle connait un grand succès chez les jeunes. Elle devient Top FM le 25 septembre 1985.

## Programmation

### Flashs d'information
La radio propose des bulletins d'information en grande partie régionale, tout au long de la journée. Ces flashs traitent néanmoins également de l'actualité nationale et même internationale. Les informations de ces flashs infos, notamment sur la circulation, proviennent en grande partie des appels téléphoniques ou des messages des auditeurs de la radio. Ceux-ci sont accompagnés de décrochages locaux dans différents endroits de la région, entre autres Colmar , Mulhouse , Sainte-Marie-aux-Mines  et Sélestat.

### Publicité
La publicité diffusée sur Top Music est commercialisée par Mediarun

## Diffusion

### Zones de diffusion en modulation de fréquence
- Sarrebourg
- Strasbourg
- Schirmeck
- Saverne
- Haguenau
- Sélestat
- Colmar
- Mulhouse
- Sainte-Marie-aux-Mines

### En numérique terrestre
- Strasbourg en DAB+
- Colmar en DAB+
- Mulhouse en DAB+
- Haguenau prochaiment en DAB+